# 香山站 (北京市)
香山站是一个位于中国北京市海淀区香山街道一棵松路、香山路、碧云寺路交叉口，属于北京地铁西郊线的有轨电车车站，2017年12月30日开通。

## 车站结构
香山站设有2条股道、1个侧式站台，站台位于股道南侧，车站东侧设有交叉渡线，列车在该站实施站前折返。

站台全景图（2017年12月摄）

| 地面 |                                          | █ 西郊线往巴沟（国家植物园） |
| 地面 | 侧式站台，右側開門                       |                              |
| 地面 | 出入口、票务服务、自动售票机、一卡通充值 |                              |

## 事故
2018年1月1日12时51分许，西郊线XJ003号车到达香山站后发生故障，14时36分空车返回巴沟时，在香山站站前交叉渡线发生挤岔脱轨事故，无人受伤，随后西郊线改发巴沟至万安区间车。次日，香山站继续停运，西郊线列车临时改发巴沟至植物园区间车，香山站于2018年3月1日恢复正常运营。此事故导致“西溜线”一词全网爆红。